# El Centre
El Centre es un barrio de Hospitalet de Llobregat, en el área metropolitana de Barcelona. Está clasificado territorialmente dentro del Distrito I, juntamente con San José y Sanfeliu. 
Es el núcleo histórico de la ciudad, el barrio antiguo, donde están ubicados el Ayuntamiento, el Centro de Actividades La Farga y una gran parte de los equipamientos culturales, como el Museo de Historia, la Biblioteca Can Sumarro, el Centro Cultural Barradas o la Sala Alexandre Cirici. Limita con los barrios de Sanfeliu y Can Serra al norte, de Bellvitge al sur, de Sant Josep y Santa Eulalia al este, y con la ciudad de Cornellá de Llobregat al oeste.
La rambla de Just Oliveras es uno de los espacios públicos que más destacan del barrio, donde es un punto de encuentro para los hospitalenses y una de las principales zonas de ocio. En este paseo, que cruza el barrio de norte a sur, tomar el fresco a las terrazas de los bares, ir con bicicleta por el carril bici, seguir la temporada musical del Barradas o contemplar la escultura La Acogedora (L'Acollidora, en catalán), símbolo de la ciudad.
Otros espacios de recreo del barrio son el majestuoso parque de Can Buxeres, coronado por un palacete del siglo XVIII; la plaza de Lluís Companys, inaugurada el año 1998, que limita con el sur de la rambla de Just Oliveras, o la plaza del Ayuntamiento, uno de los principales escenarios de los eventos ciudadanos como la fiesta mayor, que tiene lugar en fechas cercanas a la festividad de San Juan (24 de junio). Alrededor de esta plaza se encuentran el Mercat del Centre, la Iglesia dedicada a Santa Eulalia, el Col·legi Tecla Sala y la Biblioteca Can Sumarro; así como el Museu d'Història, el Carrer Major, la Calle Xipreret (calle con más de 27 edificios protegidos) y otros edificios y vías principales de la historia del barrio y de la ciudad.
También se encuentran buena parte de los edificios nobles que integran el patrimonio histórico de la ciudad, como la Atalaya o el edificio de la Harmonía, integrados en la Calle Xipreret, así como el centro comercial y centro de actividades La Farga.

## Transporte público
Es un barrio perfectamente comunicados con el resto del área metropolitana. Además de la red de autobuses urbanos e interurbanos que recorren la ciudad, cuenta con la estación central de RENFE en Hospitalet de Llobregat y con las paradas de metro Rambla Just Oliveras y Av. Carrilet de la línea 1. Esta última enlaza con los Ferrocarriles de la Generalidad de Cataluña. Adscrito a este barrio figura el polígono de la Carretera del Medio, con 1,26 km², una de las zonas industriales de la ciudad con más tradición.

## Galería de imágenes

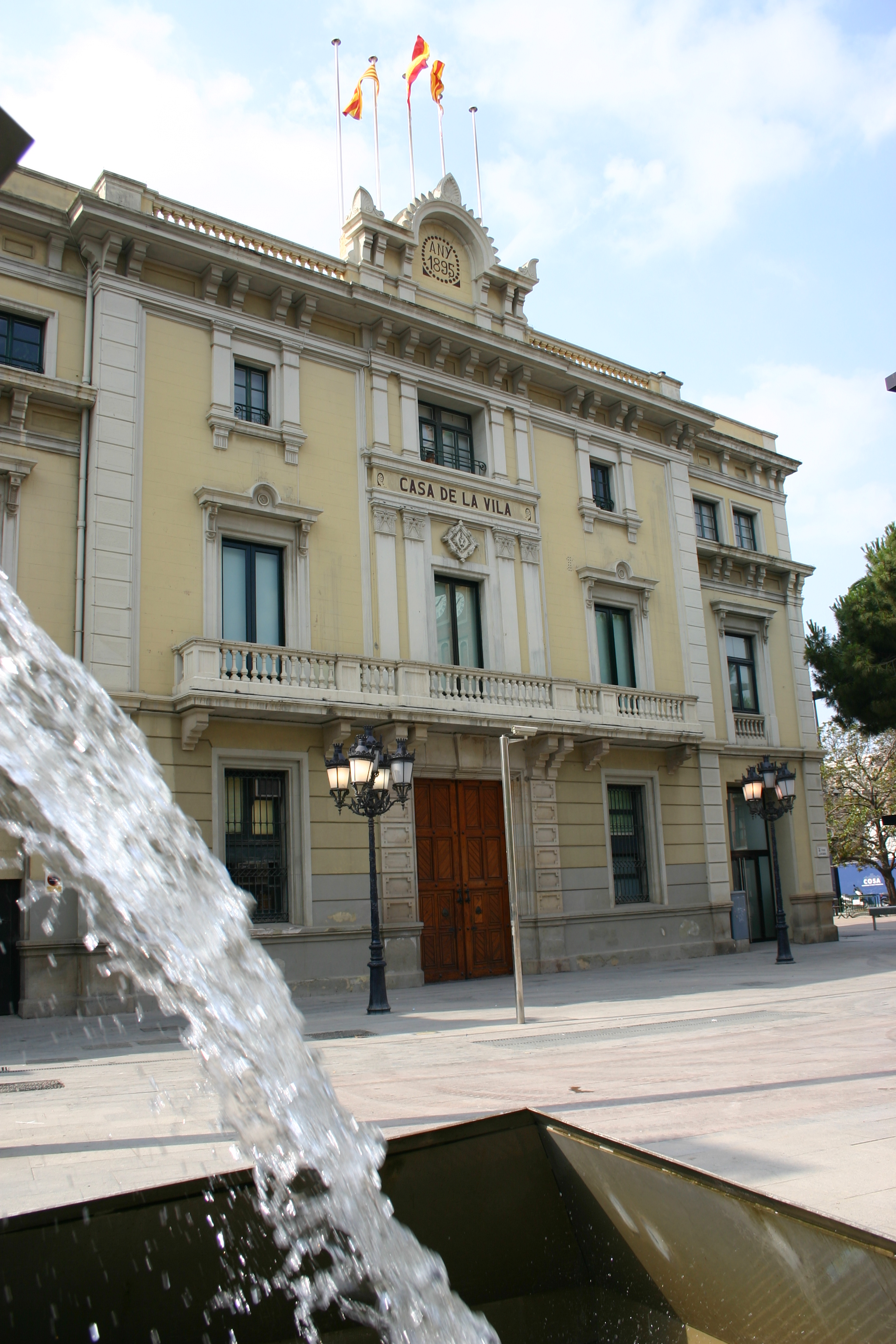
Casa de la Vila/Ayuntamiento
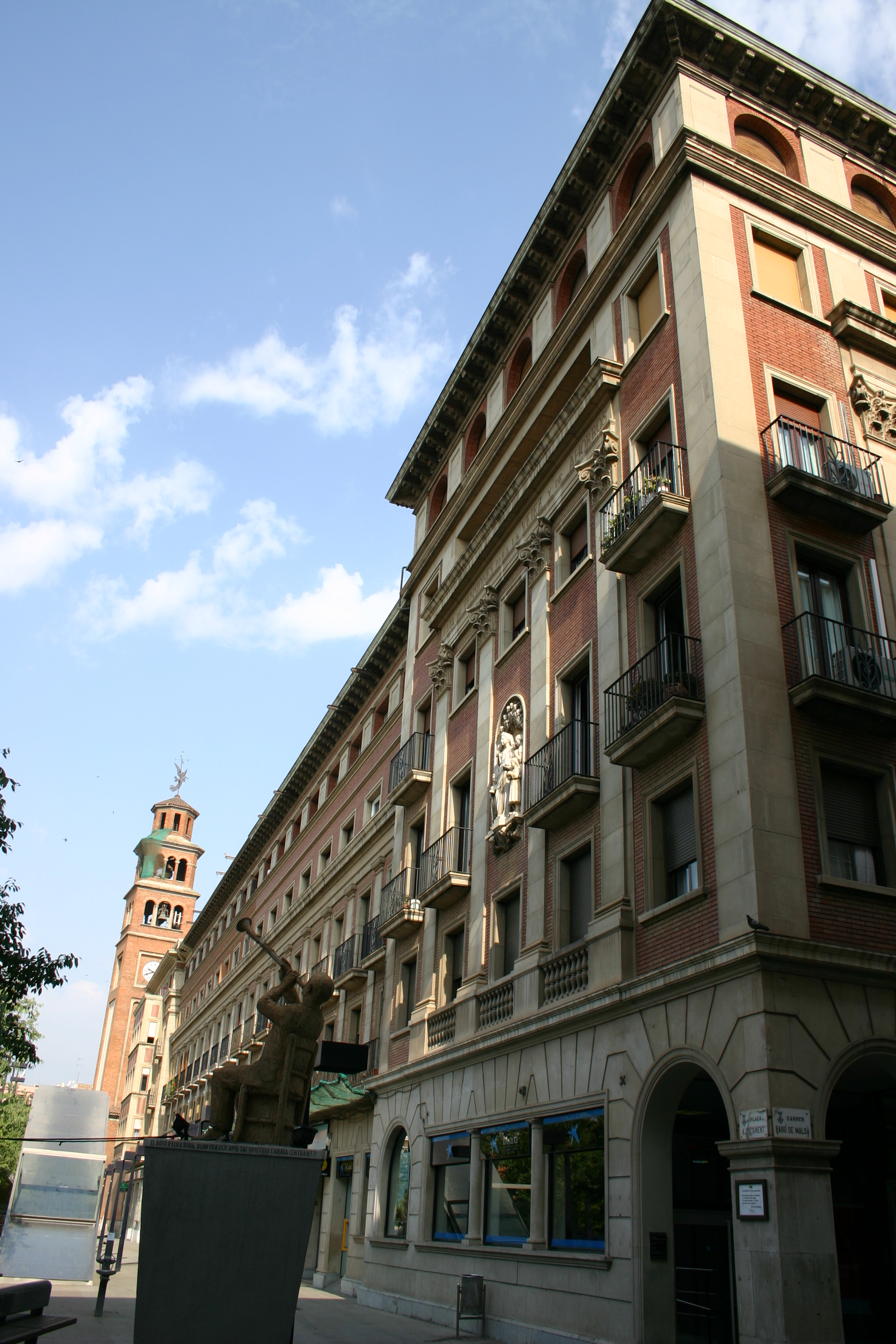
Plaza del Ayuntamiento
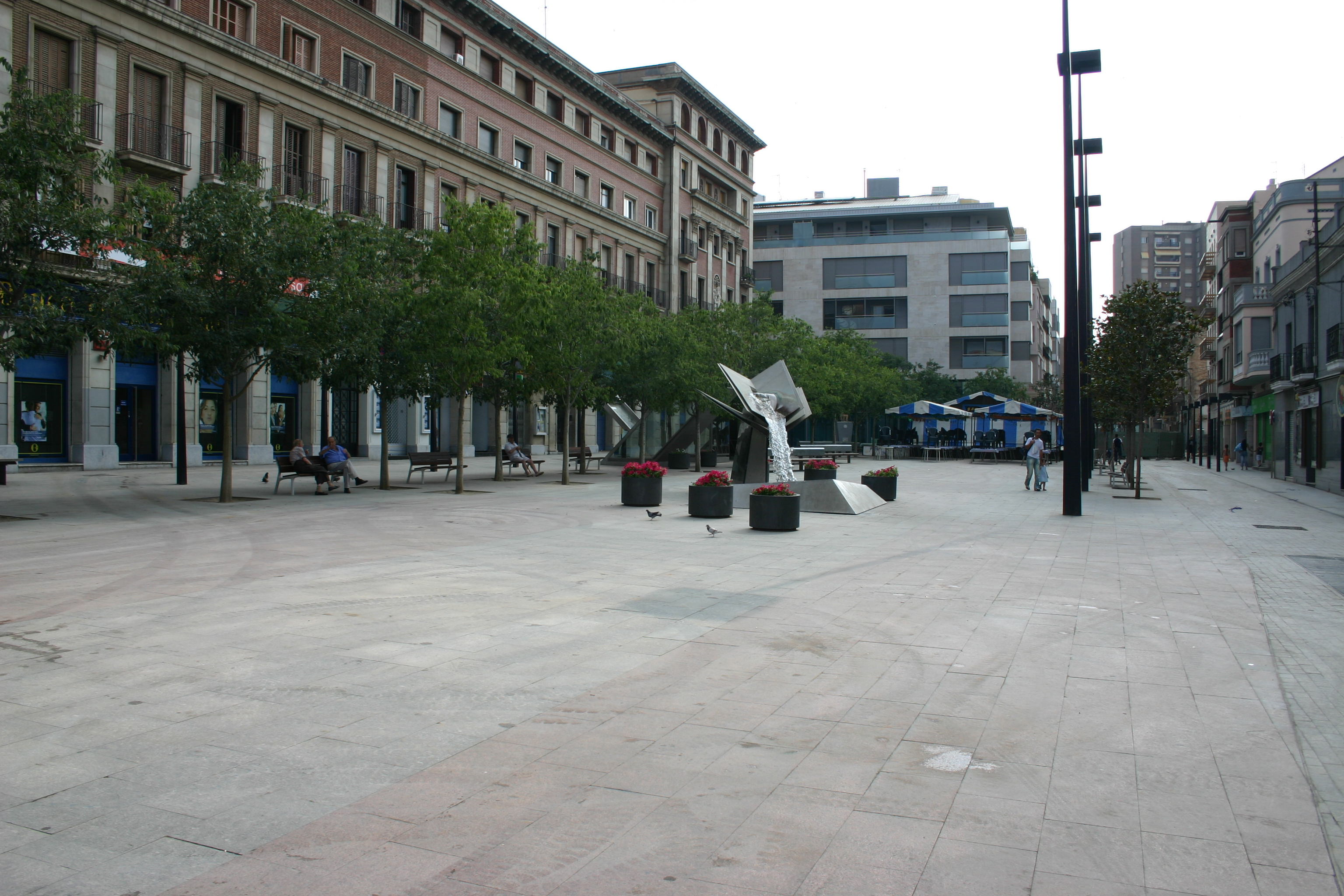
Plaza del Ayuntamiento
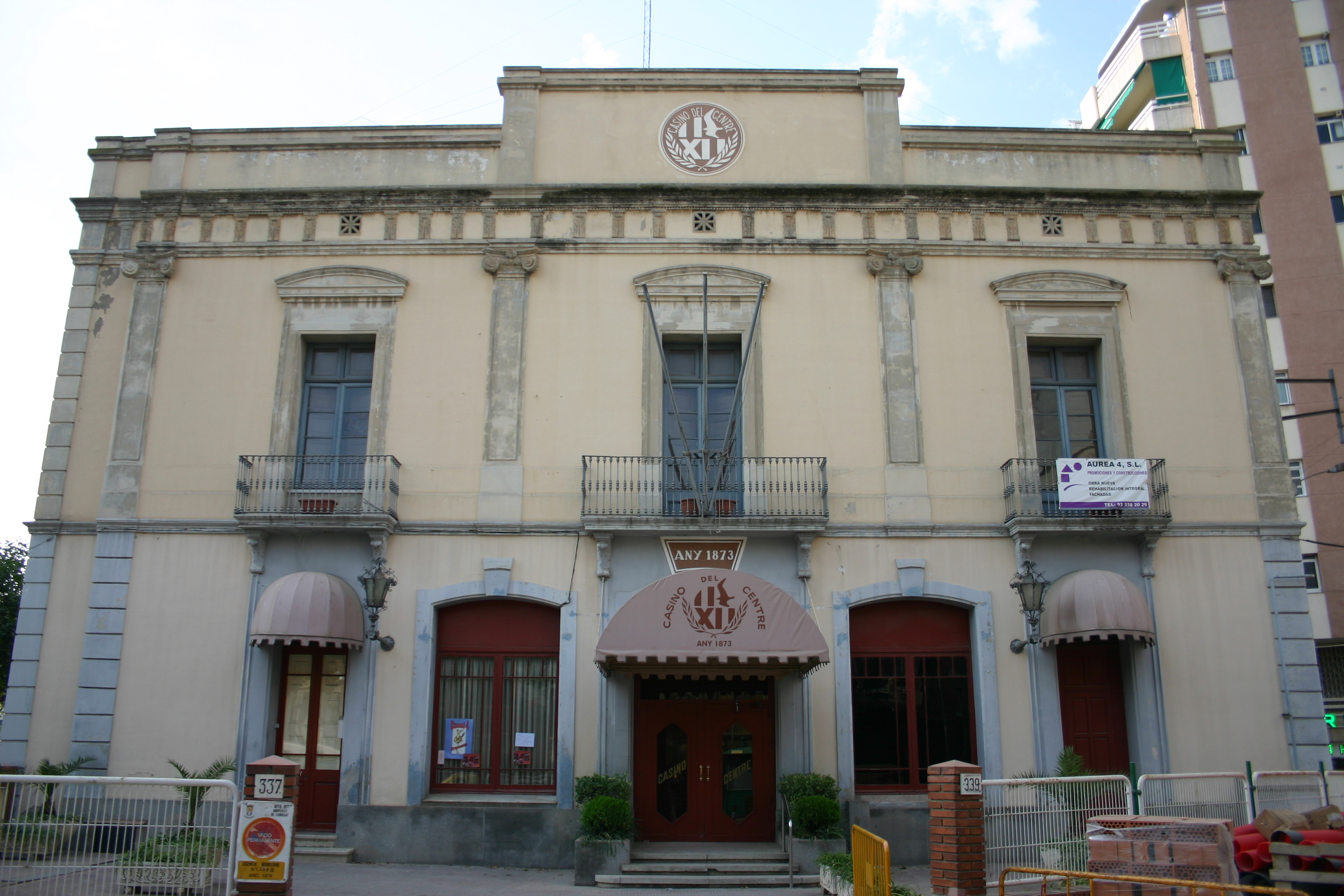
Casino del Centro
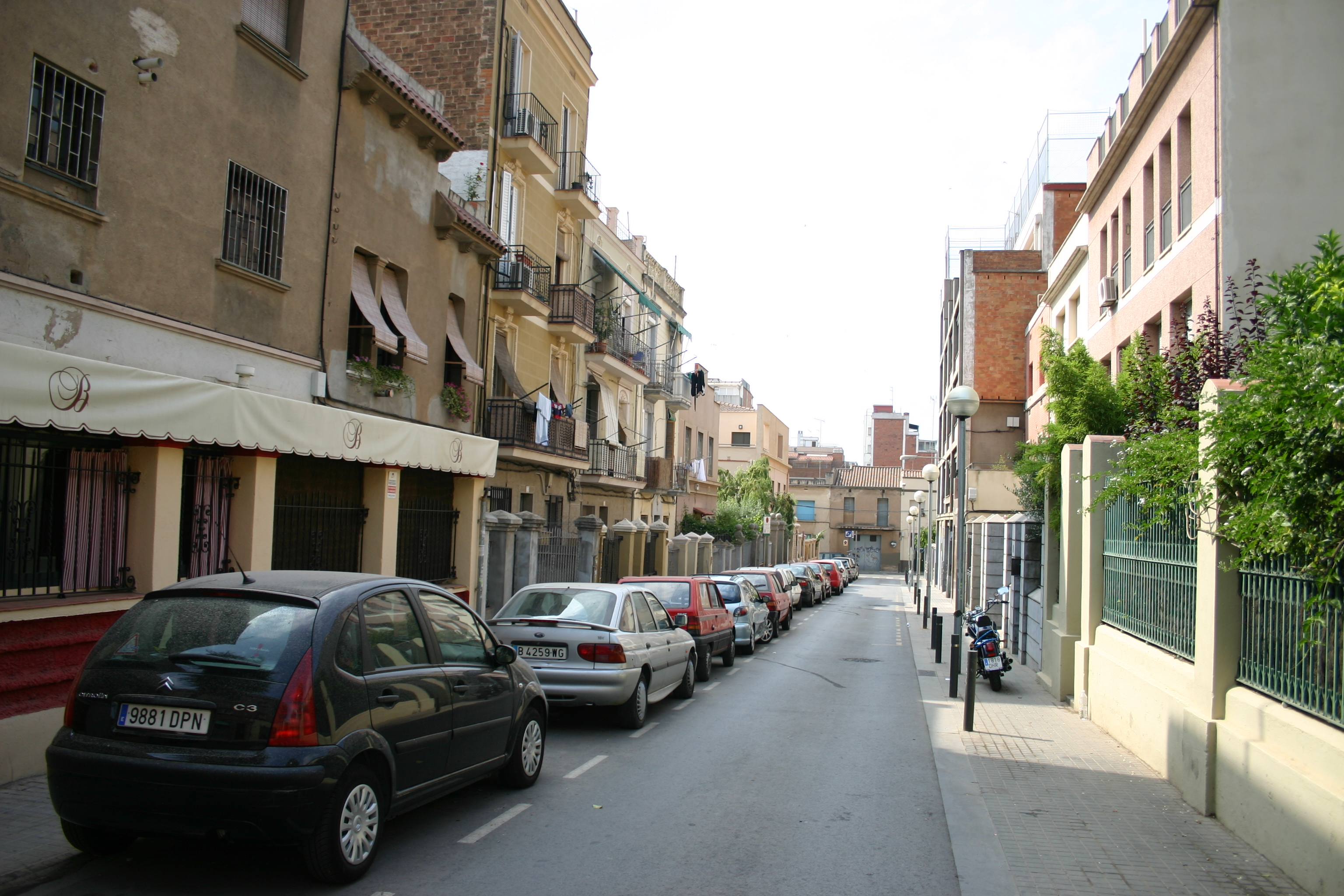
Calle Ter
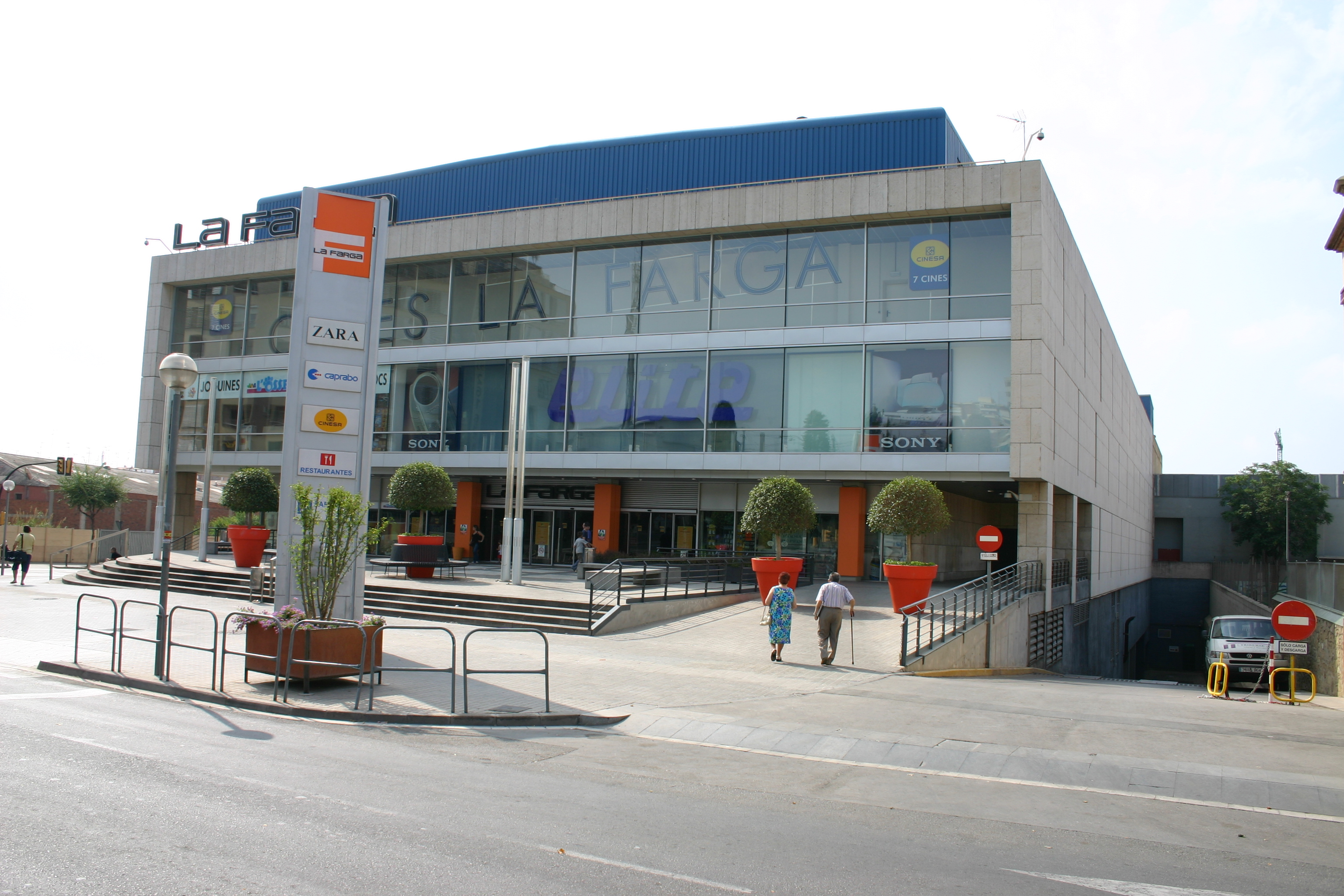
La Farga
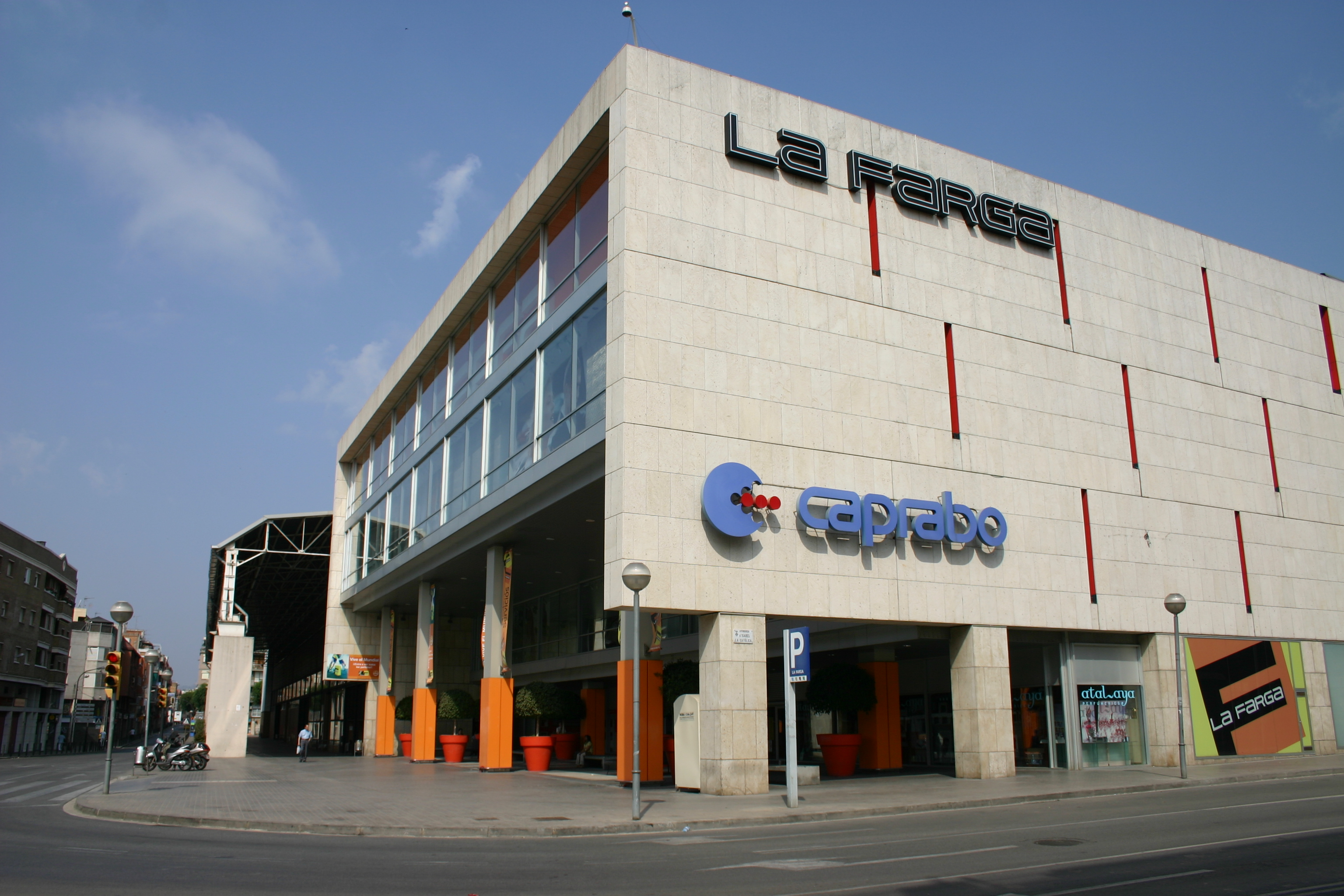
La Farga
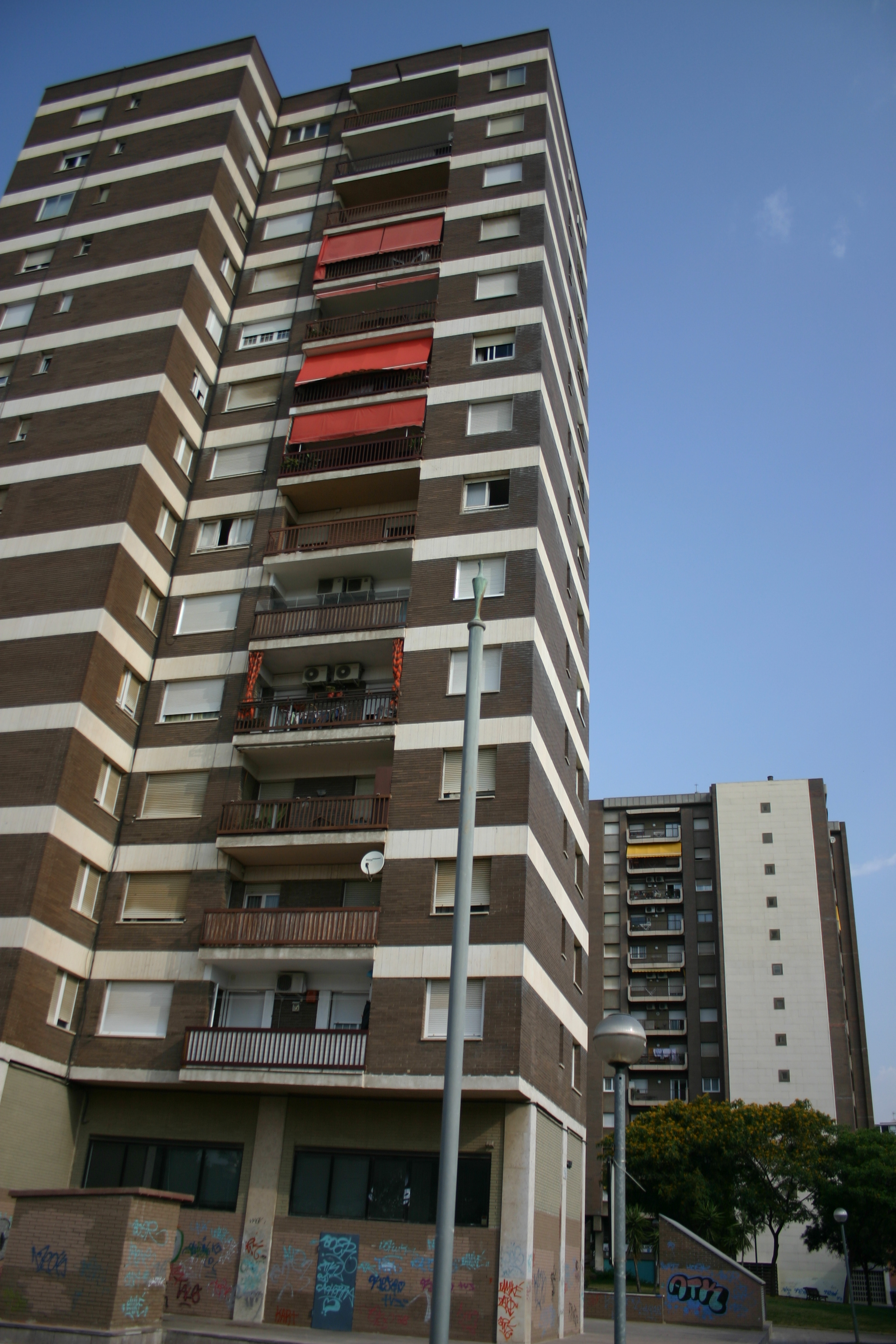
Edificio
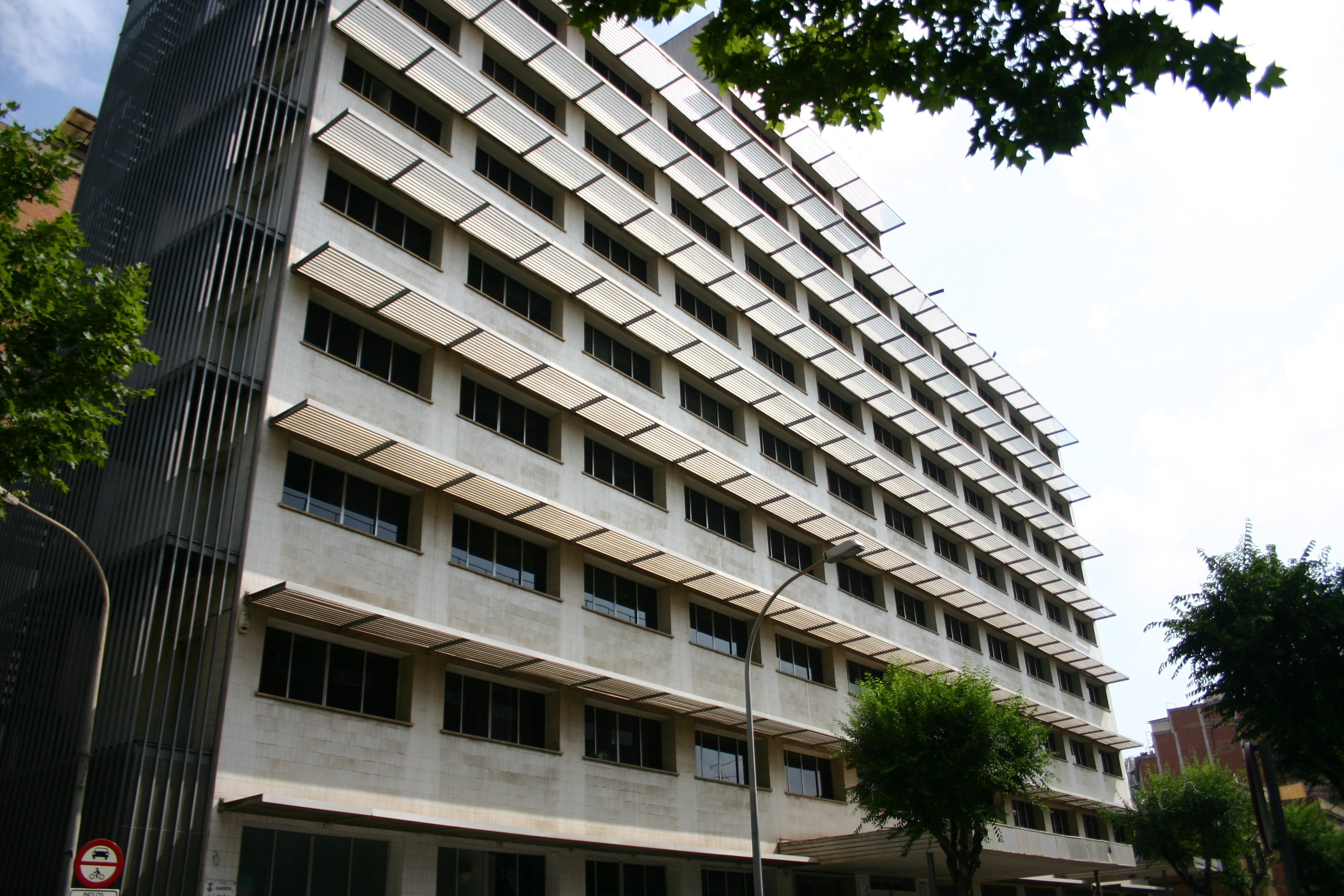
CAP
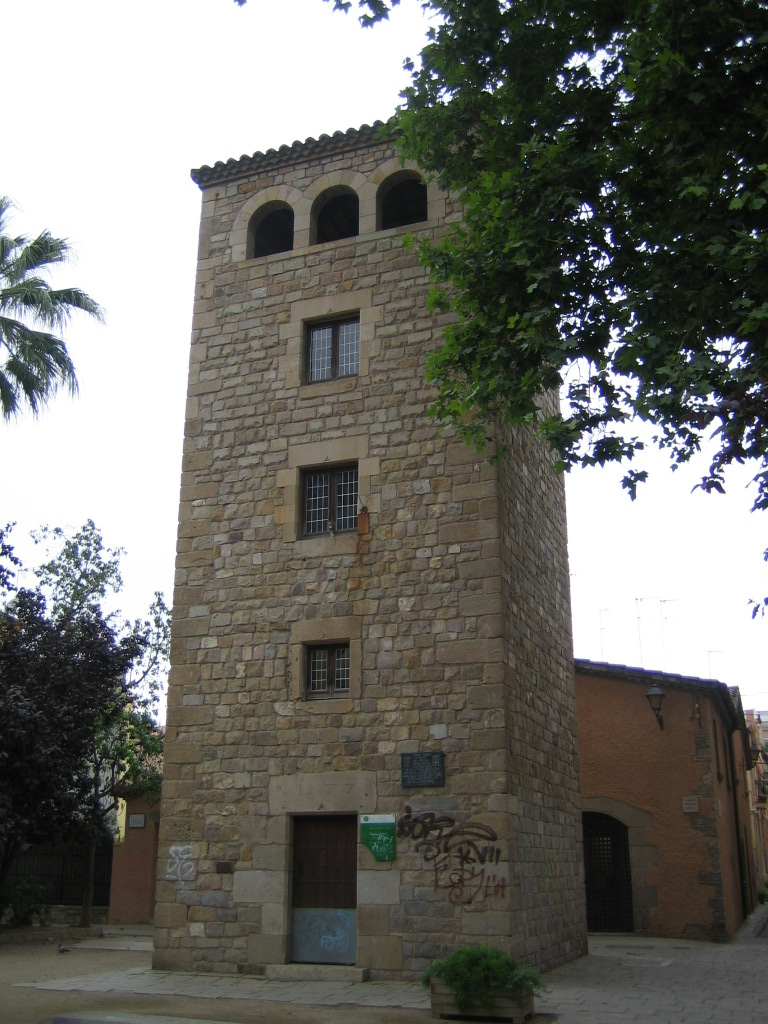
La Atalaya